# Kacper Sztuka
Kacper Sztuka, né le 28 janvier 2006 à Bielsko-Biała, est un pilote automobile polonais. En 2024, Il participe au championnat de Formule 3 FIA. Il a également été membre du Red Bull Junior Team durant quelques mois.

## Vie personnelle
Né en 2006 à Bielsko-Biała, Kasper Sztuka est le fils du pilote de rallye polonais Łukasz Sztuka. Durant sa jeunesse, il fréquente le lycée Antoni Osuchowski de la ville de Cieszyn. Il remporte le lauréat du Prix du plus grand talent sportif de Voïvodie de Silésie, décerné par Dziennik Zachodni. Sztuka a pour pilotes préférés Robert Kubica et Kimi Raïkkonen. Il déclare qu'ils l'ont inspirés pour se lancer dans une carrière de pilote automobile.

## Biographie

### Karting
Sztuka commence le karting à l'âge de quatre ans à Tychy, ainsi qu'à Wodzisław Śląski où il commence à pratiquer le karting sur des circuits extérieurs . Il commence sa carrière en République tchèque où il commence à devenir régulier avant de déménager en Italie à l'âge de neuf ans. 

### Premiers essais et premières courses

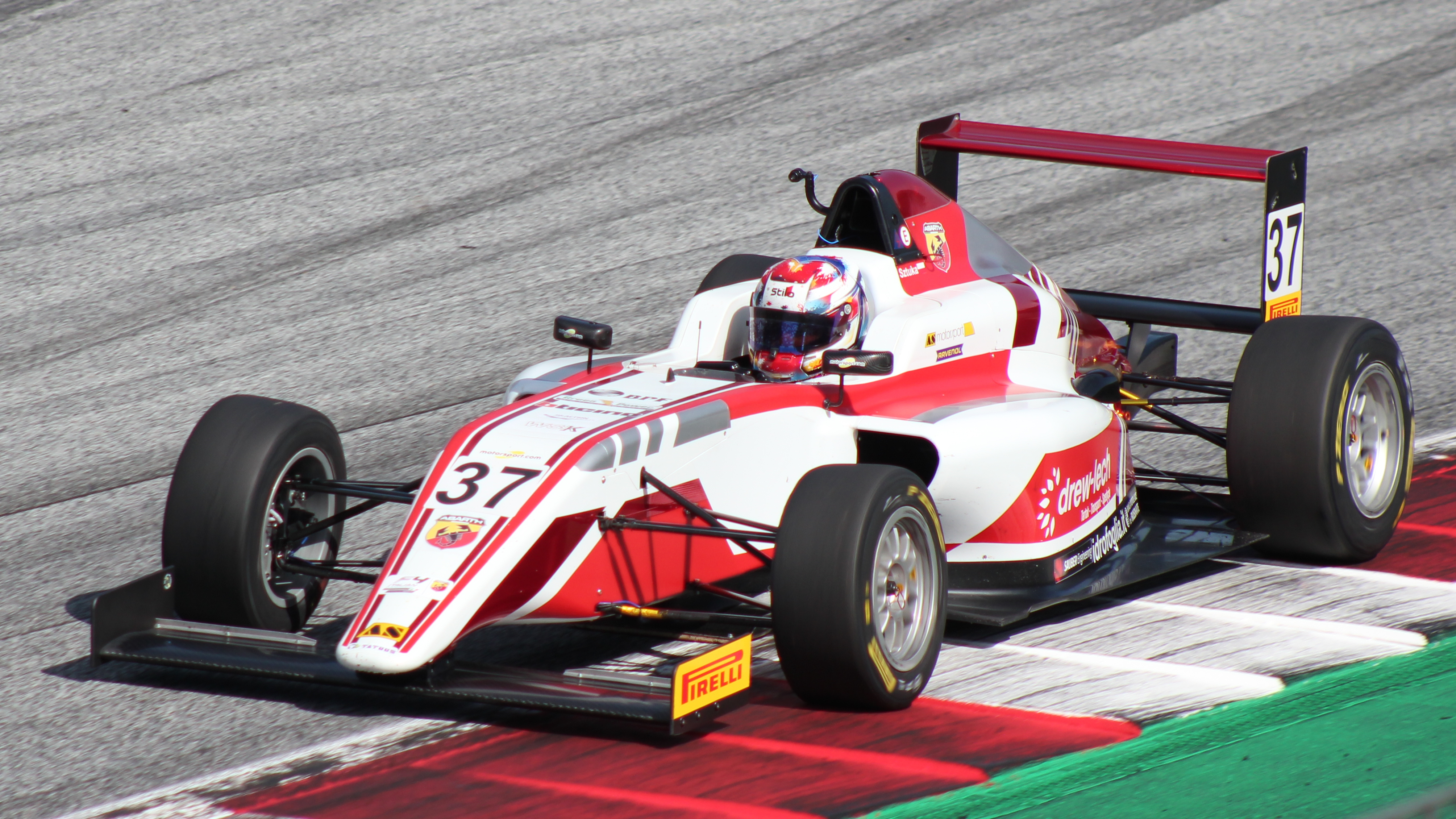
Kacper Sztuka en Formule 4 italienne en 2021 à Spielberg.

En 2019, Sztuka devient pilote d'essais en Formule 4. En 2020, il prend part à seulement quatre courses de karting à la suite de l'annulation du reste de la saison provoquée par la pandémie de Covid-19. Cela lui permet néanmoins de se focaliser sur 
- (en) Kacper Sztuka sur driverdb.com

son arrivée prochaine en Formule 4 et de commencer sa préparation pour la saison 2021. Le 16 mai 2021, il débute officiellement dans le Championnat d'Italie de Formule 4 avec l'écurie AS Motorsport sur le Circuit du Castellet, devenant par la même occasion le plus jeune pilote polonais de l'histoire de la Formule 4. Il n'inscrit aucun point mais se classe néanmoins huitième du classement des rookies.

#### 2022: premières victoires en Formule 4

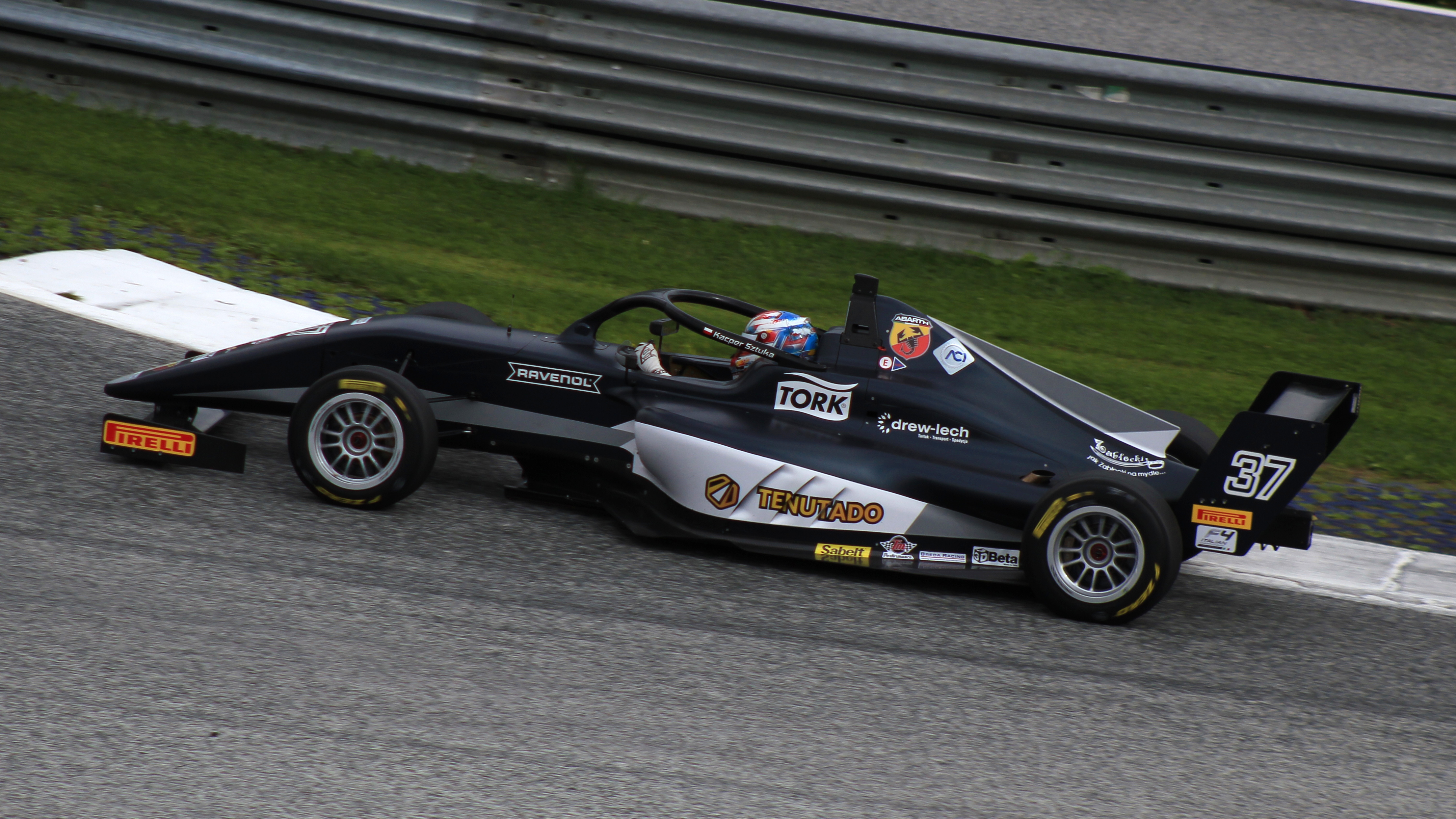
Kacper Sztuka en Formule 4 italienne en 2022 à Spielberg.

Pour la saison 2022, Sztuka rejoint l'écurie US Racing, dirigée par Ralf Schumacher et Gerhard Ungar. Il remporte deux victoires à Imola et au Red Bull Ring et monte sur deux autres podiums. Il se classe sixième du championnat avec 152 points. Il dispute également quelques courses du Championnat d'Allemagne de Formule 4 où il termine à deux reprises à la deuxième place et se classe dixième du championnat avec 64 points.

#### 2023: Double titre en Formule 4

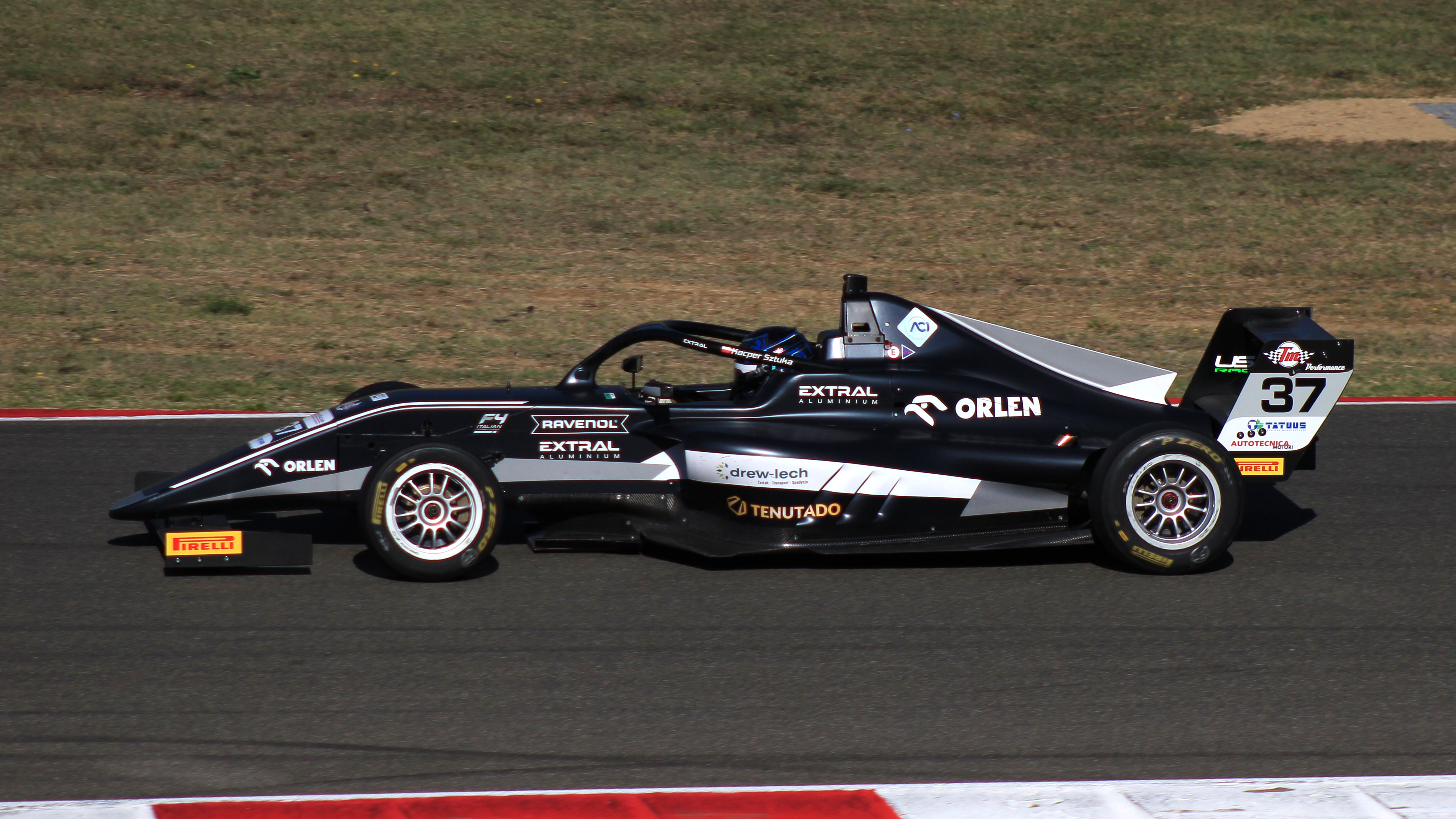
Kacper Sztuka en Formule 4 italienne en 2023 au Mugello.

En 2023, Sztuka dispute au cours de l'hiver la nouvelle série hivernale de Formula Winter Series, où il remporte cinq des six courses qu'il dispute et remporte facilement le titre avec un total de 151 points après avoir également décroché quatre pole positions et quatre meilleurs tours. Il dispute ensuite une troisième saison dans le championnat d'Italie. Il remporte sa première victoire de la saison à Imola puis deux podiums à Spa-Francorchamps et à Monza. La deuxième partie de saison constitue un vrai tournant du championnat pour Sztuka, qui remporte huit des neufs dernières courses du championnat au Castellet, au Mugello et à Vallelunga. Cette série de victoires permet au pilote polonais de remporter le titre de champion.
En avril 2023, il reçoit le soutien de la compagnie pétrolière PKN Orlen, qui est ensuite rejointe par l'Akademia ORLEN Team. Il participe aussi au nouveau championnat d'Euro 4 pou la saison 2023. Il remporte deux victoires à Monza et monte sur deux autres podiums au Mugello. Il se classe huitième du championnat avec 74,5 points. En novembre 2023, il annonce rejoindre le Red Bull Junior Team mais il en sort quelques mois plus tard.

### Formule 3 FIA

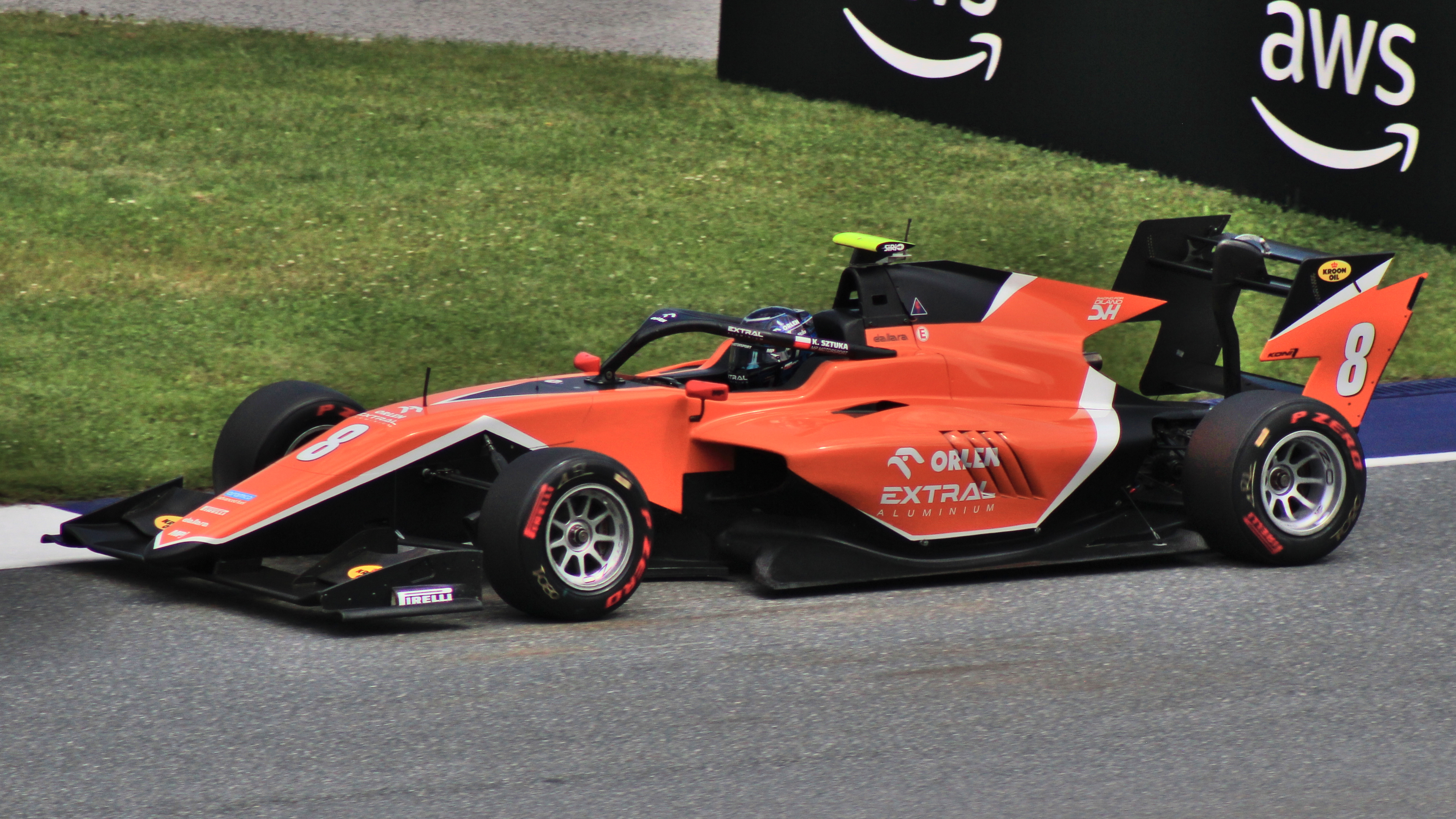
Kacper Sztuka en Formule 3 FIA en 2024 à Spielberg.

En novembre 2023, Sztuka participe aux essais d'après saison de la Formule 3 FIA avec MP Motorsport. En janvier 2024, l'écurie néerlandaise confirme la titularisation du pilote polonais pour la saison 2024 aux côtés de Tim Tramnitz et d'Alex Dunne. Il réalise son meilleur résultat lors de la course sprint à Imola en terminant cinquième. Il termine le championnat en vingt-septième position avec six points.

### Eurocup-3 et Formule Régionale

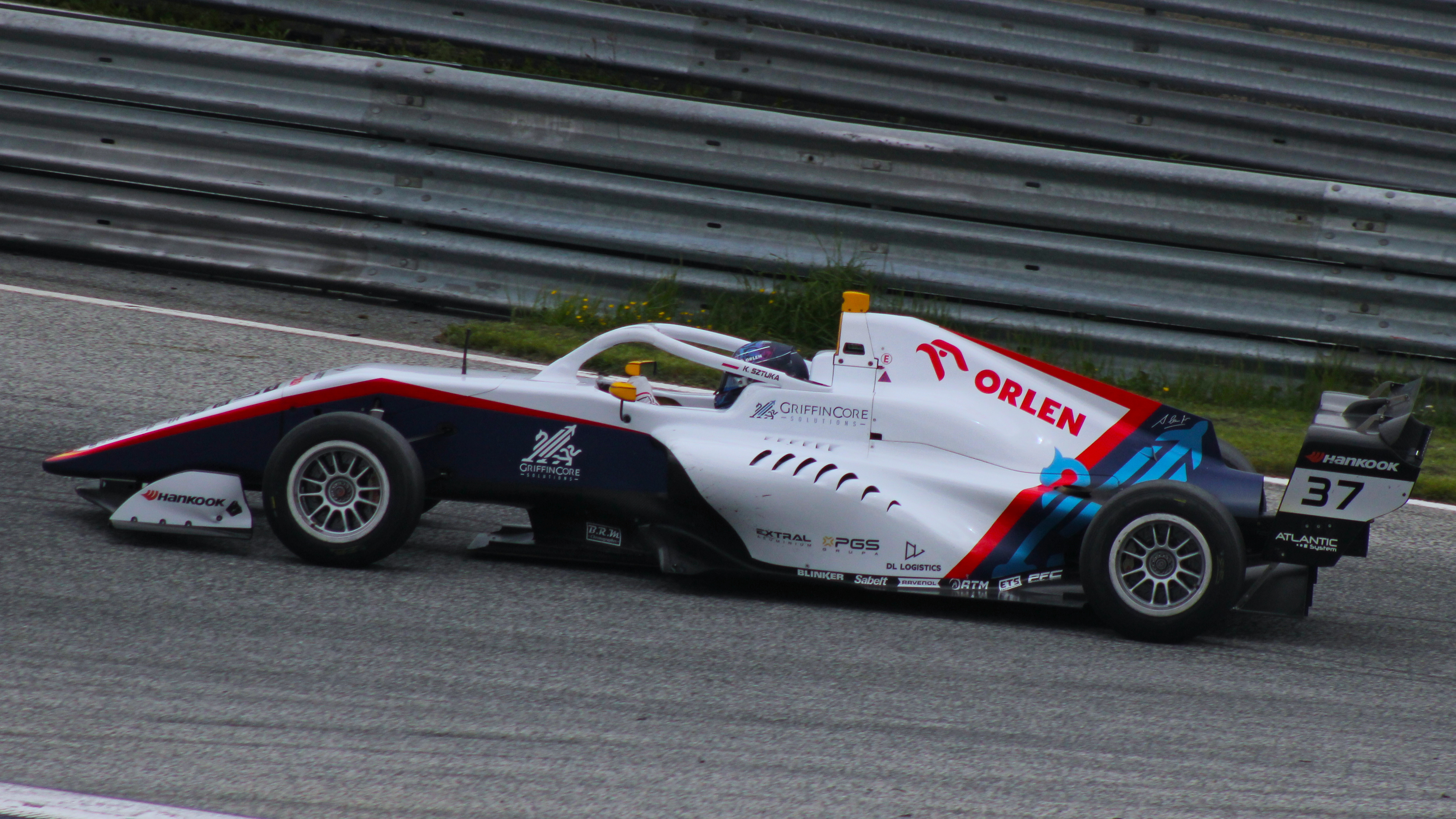
Kacper Sztuka en Eurocup-3 à Spielberg en 2025.

Pour la saison 2025, Sztuka rejoint le championnat d'Eurocup-3 où il signe avec Campos Racing. Il dispute d'abord la série hivernale du championnat avec la même écurie où il réalise une troisième place pour meilleur résultat lors de la troisième course de Portimão. Il se classe onzième du championnat avec 37 points.
Il rejoint également la Formule Régionale Europe où il intègre les rangs de G4 Racing pour la manche d'ouverture à Misano.

## Résultats

### Résultats en monoplace
| Saison | Championnat                          | Écurie                 | Courses | Victoires | Pole positions | Meilleurs tours | Podiums | Points | Classement |
| ------ | ------------------------------------ | ---------------------- | ------- | --------- | -------------- | --------------- | ------- | ------ | ---------- |
| 2021   | Formule 4 Europe Centrale            | AS Motorsport          | 2       | 0         | ?              | ?               | 0       | 4      | 14e        |
| 2021   | Championnat d'Italie de Formule 4    | AS Motorsport          | 18      | 0         | 0              | 0               | 0       | 0      | 36e        |
| 2021   | Championnat d'Italie de Formule 4    | Iron Lynx              | 3       | 0         | 0              | 0               | 0       | 0      | 36e        |
| 2022   | Championnat d'Italie de Formule 4    | US Racing              | 20      | 2         | 0              | 0               | 4       | 162    | 6e         |
| 2022   | Championnat d'Allemagne de Formule 4 | US Racing              | 5       | 0         | 0              | 0               | 2       | 64     | 10e        |
| 2023   | Formula Winter Series                | US Racing              | 6       | 5         | 4              | 4               | 6       | 151    | Champion   |
| 2023   | Championnat d'Italie de Formule 4    | US Racing              | 21      | 9         | 9              | 8               | 12      | 315    | Champion   |
| 2023   | Championnat d'Euro 4                 | US Racing              | 6       | 2         | 3              | 2               | 4       | 74,5   | 8e         |
| 2024   | Formule 3 FIA                        | MP Motorsport          | 20      | 0         | 0              | 0               | 0       | 6      | 27e        |
| 2025   | Eurocup-3 Winter Series              | Campos Racing          | 6       | 0         | 0              | 1               | 1       | 27     | 11e        |
| 2025   | Eurocup-3                            | Griffin Core by Campos | 10      | 1         | 1              | 1               | 5       | 106    | 4e         |
| 2025   | Formule Régionale Europe             | G4 Racing              | 4       | 0         | 0              | 0               | 0       | 0      | 22e        |